# Kawistolegi
Kawistolegi is een bestuurslaag in het regentschap Lamongan van de provincie Oost-Java, Indonesië. Kawistolegi telt 1949 inwoners (volkstelling 2010).